# Galaxy EE
Công ty Cổ phần Giải trí và Giáo dục Galaxy / Thiên Ngân (tên tiếng Anh: Galaxy Entertainment & Education Joint Stock Company, gọi tắt là Galaxy EE JSC), hay còn được biết đến với cái tên ngắn gọn là Galaxy EE, là công ty kinh doanh trong lĩnh vực giải trí và điện ảnh của Việt Nam. Galaxy EE có tiền thân là Công ty Cổ phần Truyền thông và Giải trí Thiên Ngân (Galaxy M&E).
Galaxy EE phát triển từ Công ty Trách nhiệm hữu hạn Thiên Ngân (Galaxy), sau nhiều lần thay đổi giấy phép kinh doanh, Thiên Ngân hiện là một tập đoàn mà Galaxy EE đóng vai trò là một công ty con.

## Lịch sử
Công ty Trách nhiệm hữu hạn Thiên Ngân thành lập vào tháng 4 năm 1994 bởi bà Đinh Thị Hoa và ông Trần Vũ Hoài. Ban đầu, công ty Thiên Ngân hoạt động trong lĩnh vực dịch vụ truyền thông, tư vấn cho các tổ chức, doanh nghiệp nước ngoài muốn quảng bá và đầu tư vào thị trường Việt Nam. Sau đó mở rộng hoạt động sang sản xuất và phát hành phim, tổ chức sự kiện, nhà hàng.
Năm 2003, Thiên Ngân chuyển đổi kinh doanh thành Công ty Cổ phần Phim Thiên Ngân (Galaxy Studio).
Ngày 17 tháng 5 năm 2013, Galaxy ME được thành lập với Galaxy Studio là công ty con.
Tháng 8 năm 2021, Galaxy ME mở rộng thêm mảng giáo dục sau khi đầu tư 70% vốn và sáp nhập nền tảng học tập trực tuyến Học Mãi, đổi tên thành Galaxy Media & Entertainment - Galaxy EE.
Các công ty con của Galaxy EE hiện tại bao gồm:
- Galaxy Production - Sản xuất phim[13]
- Galaxy Studio - Sản xuất và phát hành phim
- Galaxy Play - nền tảng xem phim trực tuyến - thành lập vào tháng 5 năm 2014 với tên gọi Film+[14][13]
- Galaxy Education - nền tảng giáo dục trực tuyến
- Galaxy Communications - truyền thông[13]
- Galaxy Media - xuất bản và truyền thông trực tuyến

## Sản phẩm

### Phim
* Trực tiếp sản xuất dưới danh nghĩa Galaxy EE và Galaxy ME
| Năm  | Tựa đề                           | Đạo diễn           | Công ty con phát hành | Công ty con cùng sản xuất / tài trợ | Chú thích             |
| ---- | -------------------------------- | ------------------ | --------------------- | ----------------------------------- | --------------------- |
| 2014 | Chàng trai năm ấy                | Nguyễn Quang Huy   | Galaxy Studio         |                                     |                       |
| 2015 | Trùm cỏ                          | Phan Minh          |                       |                                     |                       |
| 2016 | Cho em gần anh thêm chút nữa     | Văn Công Viễn      |                       |                                     |                       |
| 2017 | Bạn gái tôi là sếp               | Hàm Trần           |                       |                                     |                       |
| 2017 | 49 ngày (phần 2)                 | Đoàn Nhất Trung    |                       |                                     |                       |
| 2018 | 798Mười                          | Dustin Nguyễn      |                       |                                     |                       |
| 2018 | Ước hẹn mùa thu                  | Nguyễn Quang Dũng  |                       |                                     |                       |
| 2018 | 100 ngày bên em                  | Vũ Ngọc Phượng     | Galaxy Studio         |                                     |                       |
| 2018 | Thạch Thảo                       | Mai Thế Hiệp       | Galaxy Distribution   |                                     |                       |
| 2019 | Mắt biếc                         | Victor Vũ          | Galaxy Studio         | Film+                               |                       |
| 2019 | Thất sơn tâm linh                | Hàm Trần           | Galaxy Studio         | Galaxy Studio                       |                       |
| 2019 | Chị Mười Ba: 3 ngày sinh tử      | Võ Thanh Hòa       | Galaxy Studio         | Galaxy Play                         |                       |
| 2022 | Em và Trịnh                      | Phan Gia Nhật Linh | Galaxy Studio         | Galaxy Play                         |                       |
| 2025 | Địa đạo: Mặt trời trong bóng tối | Bùi Thạc Chuyên    | Galaxy Studio         | Galaxy Play                         |                       |
| 2025 | Tử chiến trên không              | Lê Nhật Quang      |                       |                                     | Galaxy Group sản xuất |